# Drwęck
Drwęck (niem. Dröbnitz) – wieś w Polsce położona w województwie warmińsko-mazurskim, w powiecie olsztyńskim, w gminie Olsztynek.
W latach 1975–1998 miejscowość administracyjnie należała do województwa olsztyńskiego. W latach 1973–74 w gminie Grunwald.
We wsi jest sklep spożywczo-przemysłowy oraz przystanek autobusowy. W Drwęcku znajduje się cmentarz wojskowy z czasów I wojny światowej (odnowiony w 1993 r.), a w bezpośrednich okolicach Drwęcka ma swoje źródło rzeka Drwęca (prawy dopływ Wisły). Opis najbliższych okolic w perspektywie historycznej znalazł się w książce "Rdzawe szable, blade kości" Andrew Tarnowskiego – brytyjskiego autora polskiego pochodzenia, który w Drwęcku ma swą posiadłość.

## Historia
Wieś lokowana w 1351, zasiedlona ludnością pruską. Dwadzieścia lat później dwaj Prusowie z Drwęcka procesowali się z sąsiadami z Pacółtowa. W późniejszych latach pojawili się osadnicy z Mazowsza. W czasach krzyżackich wieś pojawia się w dokumentach w roku 1351, podlegała pod komturię w Olsztynku, były to dobra rycerskie. W 1436 r. jednym z właścicieli wsi jest szlachcic Górowski. Jest to okres, gdy wieś kolonizowana była przez osadników z północnego Mazowsza. W 1579 r. na 34 włókach było dziewięciu chłopów (po 2-2,5 włóki każdy). W tym czasie we wsi było także pięciu zagrodników i jeden pastuch. Według danych z 1579 r. w Drwęcku mieszkali już sami Polacy.
W 1657 Drwęck został zniszczony przez wojska tatarskie. Pod koniec XVIII w. we wsi mieszkali wolni pruscy. W tym czasie było tu 17 domów. W 1820 r. w Drwęcku mieszkało 67 osób. W 1861 r. wieś liczyła 219 mieszkańców. W roku 1910 we wsi było 322 mieszkańców, w tym 271 Polaków. W czasie I wojny światowej, w 1914 w okolicach wsi miały miejsce krwawe boje między wojskami rosyjskimi a niemieckimi. W walkach poległo 185 oficerów i żołnierzy niemieckich. W 1925 r. we wsi było 332 mieszkańców (w tym dwóch katolików) W 1939 r. we wsi mieszkało 376 osób. We wsi była szkoła, poczta, karczma i sklep.
W 1997 roku Drwęck liczył 176 osób. W 2005 r. w Drwęcku mieszkały 184 osoby. W 2011 roku we wsi był szkolny punkt filialny, sklep spożywczo-przemysłowy oraz przystanek PKS.

## Zabytki
- Dawny cmentarz ewangelicki z 1850 r.
- Cmentarz wojskowy z 1914 r.
- We wsi znajduje się obelisk z tablicą upamiętniającą założenie wsi (1351) oraz przyjścia na świat Fryderyka Mortzfelda.

## Ludzie związani z miejscowością
- W Drwęcku w 1643 urodził się ks. Fryderyk Mortzfeld, duszpasterz polskiej parafii luterańskiej w Królewcu, wydawca pism religijnych.